# يسبر سورينسن
يسبر سورينسن (بالدنماركية: Jesper Sørensen)‏ (10 يونيو 1973 في الدنمارك - ) هو لاعب كرة قدم دانمركي في مركز الوسط. شارك مع منتخب الدنمارك تحت 21 سنة لكرة القدم. أما مع النوادي، فقد لعب مع آرهوس جمناستيك فورينينغ ونادي كوبنهاغن ونادي إيكست ‏ وAkademisk Boldklub ‏.

## وصلات خارجية
- يسبر سورينسن على موقع قاعدة بيانات كرة القدم.إي يو (الإنجليزية)
- يسبر سورينسن على موقع عالم كرة القدم.نت (الإنجليزية)